# Marek Mayer
Marek Jakub Mayer (13. srpna 1913 Dambořice – 29. ledna 1997 Nemocnice pod Petřínem, Praha) byl český kapucín, řeholní kněz perzekvovaný komunistickým režimem a jeden z překladatelů Jeruzalémské bible do češtiny.

## Život
Občanským jménem se jmenoval Jakub. Když vstoupil do kapucínského řádu přijal řeholní jméno Marek. Věčné sliby zde složil roku 1935 a na kněze byl vysvěcen o dva roky později, tedy v roce 1937. Doktorát z teologie a licenciát biblických věd získal absolvováním svých studií v Římě, která probíhala od roku 1940. Po příchodu totalitního režimu v Československu po roce 1948 musel trávit několik let na vojně u PTP a později byl blíže neurčenou dobu ve vězení, za tzv. maření dozoru nad církvemi. Po roce 1968, když došlo k rozvolnění režimu byl jedním z bratří kapucínů, kteří se po roce 1968 pokusili o obnovení řeholní komunity na Jejkově. Zde mu velmi záleželo na prohlubování náboženských znalostí věřících. Proto zavedl sobotní odpoledne na prohlubování znalostí Písma svatého. Vždy se přečetl úryvek z Písma, ke kterému potom pořádal přednášku. Vše bývalo zakončeno svátostným požehnáním. V létě zase pořádal víkendové duchovní obnovy pro věřící. Mimo to pořádal i náboženské kurzy pro mládež, vždy hojně navštěvované. Jelikož v této době nebyl možný život v klášterních budovách, obýval přístavek za oltářem kostela, hned vedle skladiště. Sem mu chodil pomáhat a starat se o jeho výživu br. Vavřinec Zimmermann. Brzy poté mu byl odebrán státní souhlas na působení v duchovní správě v Třebíči, proto odešel do rosického děkanství. V letech 1974–1987 byl administrátorem v Pravlově. Mezi lety 1983–1990 pak dále působil jako spirituál v tehdy jediném kněžském semináři v Litoměřicích. Ve své době byl jediný český doktor teologie, který se mimo jiné jako odborný poradce účastnil překladu tzv. Jeruzalémské bible. Hned po skončení akademického roku v červenci 1990 se pak stal prvním kapucínem, který se vrátil do opět vráceného kláštera v Praze na Hradčanech. Zde obýval dočasně vrátnici kláštera, protože zbytek byl zcela zdevastován. V Praze se také dožil 50. výročí od složení řeholních slibů a zde pak 29. ledna 1997 zemřel. Podle pamětníků byl člověkem, který v kostele trávil většinu svého času. Často ho bylo možné vidět při modlitbách nebo při přípravách jeho přednášek.